# Komet Group
Die Komet Gruppe  wurde im Oktober 2017 von der luxemburgischen Ceratizit Group übernommen und in ihren Geschäftszweig Cutting Tools (Zerspanungswerkzeuge) integriert. Seit 1. März 2021 hält die österreichische Plansee Group die Mehrheit an Ceratizit.

## Unternehmen
Das Unternehmen wurde 1918 von Robert Breuning gegründet und führt seit 1924 den Namen Komet. Die Geschäftstätigkeit umfasst die Entwicklung, Herstellung und den Vertrieb von Zerspanungswerkzeugen und zugehörigen Dienstleistungen. Die Komet Gruppe wurde im Oktober 2017 von der Ceratizit Group übernommen. Zum 15. Dezember 2022 wurde die Komet Deutschland GmbH in Ceratizit Besigheim GmbH umbenannt.